# Badminton bei den Westasienspielen
Badminton gehört bei den Westasienspielen zu den Sportarten, die nicht ständig im Programm der Spiele waren. Bei der Premiere der Spiele 1997 waren zwei Männerdisziplinen im Wettkampfprogramm. 2002 und 2005 war Badminton nicht vertreten. Im Vorprogramm der Spiele von 2005 fand jedoch vom 1. bis zum 4. Oktober 2005 ein The 3rd West Asian Games Iran Satellite genanntes Badmintonturnier statt.

## Die Sieger
| Jahr | Herreneinzel            | Dameneinzel       | Herrendoppel                             | Damendoppel                    |
| ---- | ----------------------- | ----------------- | ---------------------------------------- | ------------------------------ |
| 1997 | Seyed Bahador Zakiradeh | nicht ausgetragen | Seyed Bahador Zakiradeh Ali Reza Shafiee | nicht ausgetragen              |
| 2005 | Ali Shahhosseini        | Behnaz Pirzaman   | Ali Shahhosseini Golam Reza Bagheri      | Behnaz Pirzaman Negin Amirpour |